# Yoshiaki Nishimura
Yoshiaki Nishimura  (西村 義明, Tokio, 25 september 1977) is een Japans filmproducent en oud-medewerker van Studio Ghibli. 

## Biografie
In april 2015 richtte Nishimura het animatiebedrijf Studio Ponoc op. In 2014 werd hij genomineerd voor de Oscar voor beste animatiefilm voor de film The Tale of the Princess Kaguya. Hij werd ook genomineerd voor de 88ste Oscaruitreiking voor de film When Marnie Was There in dezelfde categorie.

## Filmografie
- 2004: Howl's Moving Castle
- 2013: The Kingdom of Dreams and Madness
- 2013: The Tale of the Princess Kaguya
- 2014: When Marnie Was There
- 2017: Mary and the Witch's Flower